# LOVE&PEACE (テレビドラマ)
『LOVE&PEACE』（ラブアンドピース）は、1998年4月18日から7月4日まで日本テレビ系で毎週土曜夜9時に放送されたテレビドラマ。現在、映像ソフト化はされていない。主演はTOKIOの松岡昌宏。
それまで『土曜グランド劇場』だった枠タイトルを『土曜ドラマ』に改め、本作が改称後最初の作品となる。
結婚を控えていた新米刑事の堀口建太が、事故で亡くなった兄夫婦に代わって兄の子供たちを引き取り、奮闘する姿を描いた物語。

## キャスト
- 堀口建太：松岡昌宏
- 太田明日香：佐藤藍子
- 堀口葉月：野波麻帆
- 堀口洋平：生田斗真
- 堀口二葉：坂野令奈
- 田宮佐智子：上原さくら
- 三上国松：鳥羽潤

- 水島浩文：六平直政
- 伊沢慎吾：大仁田厚
- 太田文枝：朝加真由美
- 陣内文雄：羽場裕一
- 堀口敏男：佐野史郎
- 太田善之：桑名正博
- 宮城俊介：古尾谷雅人

## スタッフ
- 脚本 - 大石哲也、田子明弘
- 音楽 - 羽毛田丈史
- プロデュース - 井上健(プロデューサー)、中込卓也
- 演出 - 佐藤東弥、大谷太郎、荻野哲弘

## 主題歌
- Love & Peace
歌：TOKIO 作詞：岡部真理子 作曲：樋口了一 編曲：佐久間正英

## 放送日程
| 第01話                                                     | 1998年 4月18日 | 愛と平和のヒーロー参上！涙の家族宣言！俺は父親だ!!【俺が親父だ!!】               | 18.1% |
| 第02話                                                     | 4月25日        | イジメは許せない！親父の試練!! 俺はお前が守る！【俺が家のルールだ！】            | 14.7% |
| 第03話                                                     | 5月2日         | 花嫁の父爆発！結婚も家族も崩壊!? 人生最悪の危機【俺が迎えた人生最大のピンチ!!】  | 13.9% |
| 第04話                                                     | 5月9日         | 悪魔の誘拐！不良少女に俺がさせない【俺がお前の夢をかなえる!!】                   | 10.4% |
| 第05話                                                     | 5月16日        | 両親の死の謎！嵐の使者が運ぶ亡き父からの手紙!!【俺が祭りだパッションだ！】       | 11.6% |
| 第06話                                                     | 5月23日        | 初恋は危険な香り!! 凶悪犯vs愛の戦士！【俺が愛の戦士だ！】                        | 14.8% |
| 第07話                                                     | 5月30日        | ストーカーの恐怖が家族を襲う！子供達は私が守る!!【俺がパパになる？！】           | 14.0% |
| 第08話                                                     | 6月6日         | 嘘はいけない！狼少年の出現でキャンプ場は大騒ぎ!!【俺がキャンプに行きたいのッ！】 | 11.9% |
| 第09話                                                     | 6月13日        | 時効成立が死を招く親友の父に秘められた過去!!【俺がビシッと決めてやる！】         | 14.5% |
| 第10話                                                     | 6月20日        | 自殺!? 恋の終わりの悲しみの決断!? 初夏の海に涙に煙る【俺が放さない！】           | 8.3%  |
| 第11話                                                     | 6月27日        | 兄の死の謎が明らかに！命を賭けた決着は俺がつける【俺が手錠をかけてやる！】       | 13.5% |
| 最終話                                                     | 7月4日         | 消えた花婿！復讐の刃が迫り来る！結婚式が危ない【終わりよければすべてヨシッ！】   | 14.5% |
| 平均視聴率 13.4%（視聴率は関東地区・ビデオリサーチ社調べ） |                |                                                                                  |       |